# Misenheimer, North Carolina
Misenheimer, North Carolina (енгл. Misenheimer) град је у америчкој савезној држави Северна Каролина.

## Демографија
По попису из 2010. године број становника је 728.
| Група             | 2000.    | 2010.       |
| Белци             | 0 (0,0%) | 619 (85,0%) |
| Афроамериканци    | 0 (0,0%) | 52 (7,1%)   |
| Азијати           | 0 (0,0%) | 10 (1,4%)   |
| Хиспаноамериканци | 0 (0,0%) | 31 (4,3%)   |
| Укупно            | 0        | 728         |